# سنجان
منطقة شينجيانغ الأويغورية ذاتية الحكم (بالصينية: 新疆维吾尔自治区 Xīnjiāng Wéiwú'ěr Zìzhìqū) أو سنجان اختصاراً (بالصينية: 新疆 Xīnjiāng، بالأويغورية: شىنجاڭ) وتُنطق «شينجيانغ» أو «تركستان الشرقية»، وهي تعني «التخوم (الحدود) الجديدة» باللغة الصينية من حيث المعنى السطحي للكلمة، أما معناه الحقيقي فيحمل اسمها معنى إعادة الأرض إلى بلادها من جديد، فجعلها منطقة جديدة لما يأتي العهد الجديد والتحرير إلى الصين الجديدة. هي منطقة تتمتع بحكم ذاتي ونظام إداري خاص في جمهورية الصين الشعبية، وأصبحت تابعة لجمهورية الصين الشعبية، حيث تقع في أقصى الشمال الغربي من البلاد عند مفترق طرق آسيا الوسطى وشرق آسيا، عاصمتها مدينة أورومتشي، وباعتبارها أكبر قسم على مستوى المقاطعة في الصين من حيث المساحة و[[قائمة أكبر تقسيمات البلاد حسب المساحة|ثامن أكبر تقسم إدار]ي] في العالم، وتمتد على مساحة تزيد عن 1.6 مليون كيلومتر مربع (620.000 ميل مربع) ويبلغ عدد سكانها حوالي 25 مليون نسمة. تحدها دول أفغانستان والهند وكازاخستان وقيرغيزستان ومنغوليا وباكستان وروسيا وطاجيكستان. وتشغل سلاسل جبال كاراكورام وكونلون وتيان شان الوعرة جزءًا كبيرًا من حدود شينجيانغ، بالإضافة إلى مناطقها الغربية والجنوبية. تطالب الهند بمناطق أكساي تشين وترانس كاراكورام لكن تديرها الصين. كما تحدها منطقة التبت ذاتية الحكم ومقاطعتي قانسو وتشينغهاي. كان أشهر طريق الحرير التاريخي يمر عبر المنطقة من الشرق إلى حدودها الشمالية الغربية.
التسمية التاريخية للمنطقة شي يو (المساحة الغربية أو المغرب باللغة الصينية)، وهي ذات أغلبية مسلمة لمرورها بطريق الحرير. ويدعى بعض اتجاهات الانفصال في داخل الصين وخارجها بأنها منطقة خاصة للأويغور ويسمونها تركستان الشرقية والاسم ينقسم إلى كلمتين «ترك» و«ستان» ومعناها أرض الترك. وفي خلال الحرب الداخلية الصينية نالت استقلالها عام (1944م) ولكن عادت إلى أحضان الدولة الجديدة عام (1949م) عندما تأسست جمهورية الصين الشعبية وإعلان قيام الشيوعية ضمها الصينيون إلى الصين فصارت مقاطعة صينية. وتطورت كثيرا خلال ثلاثين سنة الأخيرة وهي غنية بالنفط والغاز الطبيعي وخامات اليورانيوم.

## الجغرافيا
يحدها من الشمال الغربي كل من طاجيكستان، قيرغيزستان وكازاخستان، من الشمال الشرقي جمهورية منغوليا، من الشرق مقاطعتا قانسو وتشينغهاي، جنوباً منطقة التبت، ومن الجنوب الغربي الهند وأفغانستان.
تضاريس وسط المنطقة جبلية وتعبرها من الشرق إلى الغرب كتلة جبال تيان شان (أو الجبال السماوية). تنتشر عبر مرتفعات هذه الجبال العديد من السهول والوهاد (الأرض المنخفضة) الخصبة، ويصل ارتفاع هذه القمم إلى 5,000 متر تقريباً. إلى الجنوب من جبال تيان شان يمتد حوض نهر تاريم، أهم الأنهار في المنطقة. تقع صحراء تاكلامكان في هذه المنطقة الجنوبية، وأراضيها قاحلة.
منطقة لوب نور والتي تقع شرقي هذه الصحراء تكثر فيها المستنقعات والبحيرات، إلى الشمال من تيان شان تنتشر أراضي جونغر بندي الشبه قاحلة.

## التاريخ

### التاريخ المبكر
عبر طريق الحرير الشمالي، كانت مناطق تاريم ودزونغاريا تعرف باسم المناطق الغربية. كانت تسكنها شعوب مختلفة، بما في ذلك تخاريون الهندو أوروبية في تورفان وكوتشه والشعوب الهندية-الإيرانية الساكا تتمحور حول كاشغار وخوتان. في بداية سلالة هان (206 قبل الميلاد - 220 م)، كانت المنطقة تابعة لشيونغنو، وهو شعب بدوي قوي مقره في منغوليا الحديثة. في القرن الثاني قبل الميلاد، جعلت سلالة هان الاستعدادات للحرب عندما أرسلت وو إمبراطور هان المستكشف تشانغ تشيان لاستكشاف الممالك الغامضة إلى الغرب وتشكيل تحالف مع شعب يويزي من أجل مكافحة شيونغنو. ونتيجة لهذه المعارك، كان الصينيون يسيطرون على المنطقة الاستراتيجية من هضبة أوردوس وممر قانسو إلى بحيرة لوب نور. ونجحوا في عزل شيونغنو من شعوب تشيانغ إلى الجنوب، كما اكتسبت إمكانية الوصول المباشر إلى المناطق الغربية. أرسل هان الصين تشانغ تشيان مبعوثا إلى دول المنطقة بدأ عدة عقود من النضال بين شيونغنو وهان الصين حول هيمنة المنطقة وانتهى في النهاية بالنجاح الصيني. في 60 قبل الميلاد. أنشأت هان الصين محمية المناطق الغربية (منطقة غرب بحيرة لوب نور) للإشراف على المنطقة بأكملها في أقصى الغرب حتى جبال بامير التي بقت تحت تأثير وسيادة سلالة هان مع بعض الانقطاعات. على سبيل المثال، خرجت عن سيطرتهم خلال الحرب الأهلية ضد وانغ مانغ (حكم 9-23م). وتم إعادته تحت السيطرة هان في عام 91 م بسبب جهود الجنرال بان تشاو.
استسلمت سلالة جين الغربية لموجات متتالية من الغزوات من قبل البدو من الشمال في بداية القرن الرابع. حاولت الممالك القصيرة الأجل التي حكمت شمال غرب الصين واحدا تلو الآخر، بما في ذلك ليانغ السابقة، وتشين السابقة، وليانغ الأخيرة، وليانغ الغربية، الحفاظ على المحمية بدرجات متفاوتة من النجاح. وبعد إعادة التوحيد النهائي لشمال الصين تحت إمبراطورية وي الشمالية، حيث كانت تسيطر بنفوذها على المنطقة الواقعة حاليا في جنوب شرق سنجان، تسيطر الولايات المحلية مثل شول ويوتيان وقويزى وكيمو على المنطقة الغربية. بينما يسيطر غاوتشانغ (قره خوجة) على المنطقة المركزية حول توربان وبقايا دولة (ليانغ الشمالية) التي كانت تحكم في وقت ما جزءا من مقاطعة قانسو في شمال غرب الصين.
وقد أنهى التويوهون وخانات الروران، الذين دخلوا المنطقة قرب نهاية القرن الخامس، الهيمنة الصينية في هذه المنطقة. في القرن السادس تحت سيطرة روران، جاء غوكتوركس إلى مرحلة من التاريخ في منطقة ألتاي.

### سلالة تانغ
خلال حكم سلالة تانغ، تم إجراء سلسلة من الحملات ضد الخانية التركية الغربية، وأوساطهم، والواحات في جنوب سنجان. بدأت الحملات ضد دول الواحات بقيادة الإمبراطور تايزونج مع ضم غاوتشانغ في 640. وتم الاستيلاء على مملكة كراسهر في 644 ومملكة كوتشا تم غزوها في عام 649.

### فترة المغول
عندما بدأ جنكيز خان، الذي يوحد حكم منغوليا تحت حكمه، بالتقدم إلى الغرب، اقترحت الدولة الأويغورية تحالفا مع المغول في عام 1209
وفي عام 1218، دمر جنكيز خان ولاية هتاي.

### ظهور الإسلام
حكم الأتراك المنطقة في القرنين التاسع والعاشر بمملكتين مختلفتين هما مملكة قوشو البوذية وخانات القراخانات المسلمة، وتحولت المنطقة للإسلام على أيدي المسلمين الأتراك في القرن العاشر الميلادي تحديدا في 934 م حينما اعتنق ستوق بغرا خان الإسلام حاكم دولة القراخانات وجعله الدين الرسمي للبلاد، وبعدها استولى الزعيم القاراخندي يوسف قادر خان على مملكة خوتان البوذية حوالي 1006م، وكانت تلك لحظة محورية في تتريك حوض تاريم وانتشار الإسلام فيه.
لهذه المنطقة مكانة خاصة، ذلك أن المسلمين بها أغلبية لا أقلية، لكن وقوعها بين قوتين كبيرتين أدى لمعاناة الشعب المسلم بالتركستان الشرقية وأدخله في صراع دام حوالي قرنيين وانتهى الصراع
في محيط بشري يحاول ابتلاعه، فتارة يحتل أرضه الروس في غزو قادم من الغرب، وتارة أخرى تأتيه جحافل الغزاة من الصين وأخيرا ضم إقليم التركستان الشرقية إلى الصين في سنة 1299هـ-1881 م. ورسميا إلى الصين الشيوعية 1949 م
ولم يستسلم شعب التركستان المسلم للاحتلال الصيني، بل قاوم هذا الغزو في انتفاضات عديدة وحاولت الصين تهجير الملايين من سكانها إلى التركستان لتحد من الأغلبية الإسلامية التي وصلت إلى 90% قبل سياسة التهجير، ثم انخفضت إلى 70% وأدى هذا إلى طمس للمعالم الإسلامية بالبلاد، واكتملت مرارته بضم التركستان للصين وأطلقوا عليها سينكيانج، أي المقاطعة الجديدة أو المستعمرة الجديدة.
وفي الوقت الحاضر يتهم السكان الإيغور الحكومة المركزية بمساعدة عرق الهان على الاستحواذ على ثروات الإقليم وتولي المناصب العليا والقيادية في حين تجبر الفلاحين الأويغور على بيع محصولهم من القطن بأسعار متدنية لمصانع النسيج.
وتتهم منظمات دولية الحكومة الصينية بإجراء أكثر من أربعين تجربة نووية شمال الإقليم مما أدى إلى إصابة العديد من سكانه بالإشعاعات النووية وانتشار الأمراض وتلوث التربة والهواء.

## السكان
تركيبة السكان في منطقة «سنجان» متنوعة. الأويغور، شعب مسلم ذو أصول تركية، هو أهم مجموعة عرقية أكثرية في سنجان. تأتي قومية الـ«هان» الصينية في المرتبة الثانية من حيث التعداد. وإضافة إلى قومية كازاك وهوي وقرغيز وغيرها من القوميات الأقليات.

### الخوي المسلمون
تذهب الدراسات الصينية إلى وصفهم بـ «الصينيين المسلمين» تمييزاً لهم عن «المسلمين في الصين» من غير الصينيين، يعيشون في بلدهم الأم الصين بانسجام كامل مع «الخان» غير المسلمين، وهم يجعلون من مقولة «حب الوطن من الأيمان» جزءاً أساسياً من معتقدهم الديني، بحيث لا يرى المسلم «الخوي» في الصين إلا وطنه الأم، الذي يأمره دينه بالإخلاص له والذود عنه أمام أي تهديد. وعرف تاريخ الصين الكثير من القادة والساسة من «الخوي» الذين خدموا الصين كما يخدم كل مواطن شريف وطنه. هؤلاء اليوم لا يبحثون لا من قريب ولا من بعيد عن الانفصال عن الصين، بل أن الفكرة ذاتها تبدو مستحيلة وعبثية بالقياس إلى توزعهم على مناطق الصين كلها، وعلى رقعة الجغرافيا والتاريخ الصيني كأي جزء من هذا الجسد المتكامل الذي هو الصين الأم.

## المدن
- أورومتشي
- شيخيزه
- أقسو
- كاشغر
- غولجا
- سانجي
- كويتون
- كورلا
- قاراماي
- ألتاي
- قومول
- خوتان

| تقسيمات شينجان الإدارية | تقسيمات شينجان الإدارية | تقسيمات شينجان الإدارية                                                               | تقسيمات شينجان الإدارية             | تقسيمات شينجان الإدارية                                                 | تقسيمات شينجان الإدارية | تقسيمات شينجان الإدارية       | تقسيمات شينجان الإدارية | تقسيمات شينجان الإدارية | تقسيمات شينجان الإدارية      | تقسيمات شينجان الإدارية | تقسيمات شينجان الإدارية | تقسيمات شينجان الإدارية | تقسيمات شينجان الإدارية |
| --- | ----------------------- | ------------------------------------------------------------------------------------- | ----------------------------------- | ----------------------------------------------------------------------- | ----------------------- | ----------------------------- | ----------------------- | ----------------------- | ---------------------------- | ----------------------- | ----------------------- | ----------------------- | ----------------------- |
| |                         |                                                                                       |                                     |                                                                         |                         |                               |                         |                         |                              |                         |                         |                         |                         |
| № | Division code ‏          | English name                                                                          | لغة أويغورية                        | Latin Yéziqi ‏ SASM/GNC                                                  | حروف صينية مبسطة        | بينيين                        | Area in km2             | Population 2010         | Seat                         | التقسيمات               | التقسيمات               | التقسيمات               | التقسيمات               |
| № | Division code ‏          | English name                                                                          | لغة أويغورية                        | Latin Yéziqi ‏ SASM/GNC                                                  | حروف صينية مبسطة        | بينيين                        | Area in km2             | Population 2010         | Seat                         | مقاطعة في الصين ‏        | محافظة في الصين ‏        | مقاطعة ذاتية الحكم ‏     | مدينة على مستوى مقاطعة ‏ |
| | 650000                  | Xinjiang Uyghur Autonomous Region                                                     | شىنجاڭ ئۇيغۇر ئاپتونوم رايونى       | Shinjang Uyghur Aptonom Rayoni Xinjang Uyĝur Aptonom Rayoni             | 新疆维吾尔自治区        | Xīnjiāng Wéiwú'ěr Zìzhìqū     | 1664900.00              | 21,813,334              | أورومتشي                     | 13                      | 62                      | 6                       | 24                      |
| 2 | 650100                  | أورومتشي                                                                              | ئۈرۈمچى شەھىرى                      | Ürümchi Shehiri Ürümqi Xäĥiri                                           | 乌鲁木齐市              | Wūlǔmùqí Shì                  | 13787.90                | 3,110,280               | Tianshan District            | 7                       | 1                       |                         |                         |
| 3 | 650200                  | كاراماي                                                                               | قاراماي شەھىرى                      | Qaramay Shehiri K̂aramay Xäĥiri                                          | 克拉玛依市              | Kèlāmǎyī Shì                  | 8654.08                 | 391,008                 | Karamay District             | 4                       |                         |                         |                         |
| 6 | 650400                  | توربان                                                                                | تۇرپان شەھىرى                       | Turpan Shehiri Turpan Xäĥiri                                            | 吐鲁番市                | Tǔlǔfān Shì                   | 67562.91                | 622,679                 | Gaochang District            | 1                       | 2                       |                         |                         |
| 7 | 650500                  | مدينة هامي                                                                            | قۇمۇل شەھىرى                        | Qumul Shehiri K̂umul Xäĥiri                                              | 哈密市                  | Hāmì Shì                      | 142094.88               | 572,400                 | Yizhou District ‏             | 1                       |                         | 1                       | 1                       |
| 12 | 652300                  | [[Changji Hui Autonomous Prefecture\|Changji Hui Autonomous Prefecture]] ‏             | سانجى خۇيزۇ ئاپتونوم ئوبلاستى       | Sanji Xuyzu Aptonom Oblasti Sanji Huyzu Aptonom Oblasti                 | 昌吉回族自治州          | Chāngjí Huízú Zìzhìzhōu       | 73139.75                | 1,428,592               | تشانغجى                      |                         | 4                       | 1                       | 2                       |
| 11 | 652700                  | [[Bortala Mongol Autonomous Prefecture\|Bortala Mongol Autonomous Prefecture]] ‏       | بۆرتالا موڭغۇل ئاپتونوم ئوبلاستى    | Börtala Mongghul Aptonom Oblasti Börtala Mongĝul Aptonom Oblasti        | 博尔塔拉蒙古自治州      | Bó'ěrtǎlā Měnggǔ Zìzhìzhōu    | 24934.33                | 443,680                 | بولي (الصين)                 |                         | 2                       |                         | 2                       |
| 14 | 652800                  | [[Bayingolin Mongol Autonomous Prefecture\|Bayingolin Mongol Autonomous Prefecture]] ‏ | بايىنغولىن موڭغۇل ئاپتونوم ئوبلاستى | Bayingholin Mongghul Aptonom Oblasti Bayinĝolin Mongĝul Aptonom Oblasti | 巴音郭楞蒙古自治州      | Bāyīnguōlèng Měnggǔ Zìzhìzhōu | 470954.25               | 1,278,492               | كورلا ‏                       |                         | 7                       | 1                       | 1                       |
| 9 | 652900                  | مقاطعة أقسو (الصين)                                                                   | ئاقسۇ ۋىلايىتى                      | Aqsu Wilayiti Ak̂su Vilayiti                                             | 阿克苏地区              | Ākèsū Dìqū                    | 127144.91               | 2,370,887               | Aksu                         |                         | 8                       |                         | 1                       |
| 13 | 653000                  | [[Kizilsu Kirghiz Autonomous Prefecture\|Kizilsu Kirghiz Autonomous Prefecture]] ‏     | قىزىلسۇ قىرغىز ئاپتونوم ئوبلاستى    | Qizilsu Qirghiz Aptonom Oblasti K̂izilsu K̂irĝiz Aptonom Oblasti          | 克孜勒苏柯尔克孜自治州  | Kèzīlèsū Kē'ěrkèzī Zìzhìzhōu  | 72468.08                | 525,599                 | آرتوكس ‏                      |                         | 3                       |                         | 1                       |
| 8 | 653100                  | ولاية كاشغر                                                                           | قەشقەر ۋىلايىتى                     | Qeshqer Wilayiti K̂äxk̂är Vilayiti                                        | 喀什地区                | Kāshí Dìqū                    | 137578.51               | 3,979,362               | Kashgar / Kashi              |                         | 10                      | 1                       | 1                       |
| 10 | 653200                  | ولاية خوتان ‏                                                                          | خوتەن ۋىلايىتى                      | Hoten Wilayiti Hotän Vilayiti                                           | 和田地区                | Hétián Dìqū                   | 249146.59               | 2,014,365               | خوتان                        |                         | 7                       |                         | 1                       |
| 1 | 654000                  | إيلي                                                                                  | ئىلى قازاق ئاپتونوم ئوبلاستى        | Ili Qazaq Aptonom Oblasti Ili K̂azak̂ Aptonom Oblasti                     | 伊犁哈萨克自治州        | Yīlí Hāsàkè Zìzhìzhōu         | 56381.53 *              | 2,482,627 *             | Gulja / Yining               |                         | 7 *                     | 1 *                     | 3 *                     |
| 5 | 654200                  | Tacheng Prefecture *                                                                  | تارباغاتاي ۋىلايىتى                 | Tarbaghatay Wilayiti Tarbaĝatay Vilayiti                                | 塔城地区                | Tǎchéng Dìqū                  | 94698.18                | 1,219,212               | تاتشنغ                       |                         | 4                       | 1                       | 2                       |
| 4 | 654300                  | ولاية ألتاي *                                                                         | ئالتاي ۋىلايىتى                     | Altay Wilayiti Altay Vilayiti                                           | 阿勒泰地区              | Ālètài Dìqū                   | 117699.01               | 526,980                 | مدينة آلتاي ‏                 |                         | 6                       |                         | 1                       |
| |                         |                                                                                       |                                     |                                                                         |                         |                               |                         |                         |                              |                         |                         |                         |                         |
| 15 | 659001                  | شيهيزي **                                                                             | شىخەنزە شەھىرى                      | Shixenze Shehiri Xihänzä Xäĥiri                                         | 石河子市                | Shíhézǐ Shì                   | 456.84                  | 635,582                 | Hongshan Subdistrict         |                         |                         |                         | 1                       |
| 18 | 659002                  | آرال، وشينجيانغ ‏ **                                                                   | ئارال شەھىرى                        | Aral Shehiri Aral Xäĥiri                                                | 阿拉尔市                | Ālā'ěr Shì                    | 5266.00                 | 166,205                 | Jinyinchuan Road Subdistrict |                         |                         |                         | 1                       |
| 17 | 659003                  | تومتشوك **                                                                            | تۇمشۇق شەھىرى                       | Tumshuq Shehiri Tumxuk̂ Xäĥiri                                           | 图木舒克市              | Túmùshūkè Shì                 | 1927.00                 | 147,465                 | Qiganquele Subdistrict       |                         |                         |                         | 1                       |
| 16 | 659004                  | وجياكو **                                                                             | ۋۇجياچۈ شەھىرى                      | Wujyachü Shehiri Vujyaqü Xäĥiri                                         | 五家渠市                | Wǔjiāqú Shì                   | 740.00                  | 72,613                  | Renmin Road Subdistrict ‏     |                         |                         |                         | 1                       |
| 19 | 659005                  | Beitun **                                                                             | بەيتۈن شەھىرى                       | Beatün Shehiri Bäatün Xäĥiri                                            | 北屯市                  | Běitún Shì                    | 910.50                  | 76,300                  | Beitun Town                  |                         |                         |                         | 1                       |
| 20 | 659006                  | Tiemenguan **                                                                         | باشئەگىم شەھىرى                     | Bashegym Shehiri Baxägym Xäĥiri                                         | 铁门关市                | Tiĕménguān Shì                | 590.27                  | 50,000                  | Chengqu Subdistrict          |                         |                         |                         | 1                       |
| 21 | 659007                  | Shuanghe **                                                                           | قوشئۆگۈز شەھىرى                     | Qoshögüz Shehiri K̂oxögüz Xäĥiri                                         | 双河市                  | Shuānghé Shì                  | 742.18                  | 53,800                  | Tasierhai Town               |                         |                         |                         | 1                       |
| 22 | 659008                  | كوكودالا ‏ **                                                                          | كۆكدالا شەھىرى                      | Kökdala Shehiri Kökdala Xäĥiri                                          | 可克达拉市              | Kěkèdálā Shì                  | 979.71                  | 75,000                  | Kokdala Town                 |                         |                         |                         | 1                       |
| 23 | 659009                  | Kunyu **                                                                              | قۇرۇمقاش شەھىرى                     | Qurumqash Shehiri Kurumkax Xäĥiri                                       | 昆玉市                  | Kūnyù Shì                     | 687.13                  | 47,500                  | Kunyu Town                   |                         |                         |                         | 1                       |
| Sub-provincial prefecture * - Altay Prefecture or Tacheng Prefecture are subordinate to Ili Prefecture. / The population or area figures do not include Altay Prefecture or Tacheng Prefecture which are subordinate to Ili Prefecture. ** - Directly administered county-level divisions by the Xinjiang Production and Construction Corps |                         |                                                                                       |                                     |                                                                         |                         |                               |                         |                         |                              |                         |                         |                         |                         |

## الفلاحة
يرتبط النشاط الزراعي في المنطقة بنظام الري، فالمناخ جاف والأمطار قليلة. من أهم المحاصيل الزراعية: الفواكه (العنب)، القمح، والذرة والقطن. ثاني النشاطات الفلاحية تربية المواشي، وتتنوع أشكاله: الأبقار، الخيول، النوق (الجمال) والأغنام.

## الصناعات

العاصمة أورومتشي

المنطقة غنية بالموارد الطبيعية، البترول، الفحم، الرصاص، النحاس، الزنك واليورانيوم. من بين الصناعات المنتشرة في المنطقة: تكرير النفط، صناعة السكر، الصلب، الكيماويات، الاسمنت، والمنسوجات. مقارنة ببقية مناطق الصين الشرقي، تعتبر الصناعات في منطقة سنجان أقل تطورا. تم إنجاز أول خط للسكك الحديدة والرابط بين العاصمة «أورومتشي» و«بكين» عام 1968 م.

### الأرض والسكان
التركستان قسم من التركستات عامة، شرقية وغربية، ولقد واجهت التركستان الغربية نفس مصير شقيقتها الشرقية، فمرت بنفس المحنة والتركستان بعامة تشغل حيزا كبيراً من وسط القارة الآسيوية، حيث كانت موطنا للقبائل التركية، وتشغل المنطقة برمتها مساحة تزيد على خمسة ملايين ونصف المليون من الكيلومترات المربعة، وقدر عدد سكان التركستان عامة بخمسين مليونا
نصيب التركستان الشرقية من هذا 1,646،555كم وجملة سكانها 13,18,000 نسمة في سنة 1404 هـ -1984م ويتكون السكان من جماعات الأيغور والقازاق والقرغيز والأوزبك والطاجيك، ولقد جلبت الصين الملايين من الهان الصنيين وأسكنتهم التركستان الشرقية للتقليل من الأغلبية المسلمة.

### الموقع
تشترك في حدودها في الجنوب مع أفغانستان وكشمير والصين، وتشترك في حدودها الشرقية مع الصين، وفي الشمال والشمال الشرقي تشترك مع منغوليا وفي الغرب تشترك حدودها مع الأتحاد السوفيتي السابق.

### الأرض
تتكون أرض تركستان من حوضين، حوض جونغاريا في الشمال وينحصر بين جبال تنفري وجبال التاي في شماله، وجبال تيان شان في جنوبه، وفي غرب هذا الحوض بوابة جونغاريا التي كانت معبرا لقوافل طريق الحرير.
ويتصف مناخ حوض جونغاريا بالتطرف والقارية. وينتمي إلى المناخ الصحراوي ذي الطراز البارد في الشتاء والحار في الصيف والحزض الثاني بالتركستان الشرقية هو حوض تاريم أو الصحراء تكلا مكان ويوجد في جنوب الحوض الأول وتفصل بينهما جبال تيان شان وتحاصر المرتغعات منطقة التركستان الشرقية من جميع الجهات تقريباً، وأبرز أنهار التركستان الشرقية نهر تاريم وينبع من الثلوج المتراكمة على المرتفعات، ويصب في بحيرة لوب نور (قره بوران) ويبلغ 1500كيلومتر، وبهذا القسم نورفان وينخفض عن مستوى البحر 278 ومناخ هذا الحوض مشابه مناخ حوض جونغاريا السابق.

### الأنشطة البشرية
الأنشطة البشرية تثمثل في مراكز التجمعات البشرية بالواحات وحول الأنهار وعلى سفوح الجبال، وتزرع الحبوب والعديد من الفواكه ويزرع القطن، وتربي الحيوانات لاسيما الأغنام وبالمنطقة ثروة معدنية أثارت الأطماع، وعاصمة التركستان الشرقية أورومجي ومن مدنه البارزة كاشغر التي وصلتها الجيوش الإسلامية في سنة 96 هـ بقيادة قتيبة بن مسلم الباهلي.

## التجارب النووية
منذ العام 1961 والصين قد أجرت 46 تجربة نووية في موقع لوبنور في سنجان، التأثيرات النووية خلال أكثر من 47 سنة أدت إلى كارثة بيئية، تلوث الأرض، النبات، الماء والطعام مما أدى إلى وفاة حوالي 200000 شخص حسب المعارضين الأويغور وتشير دراسة سرية إنكليزية إلى ازدياد كبير في نسبة المصابين بالسرطان نتيجة التأثر بهذه الإشعاعات النووية.

## أرض للأشغال الشاقة
أنشأت الحكومة الصينية أحد أكبر معتقلاتها للأعمال الشاقة في سنجان وهو معتقل لاوغاي.

## أهم انتفاضات الأيغور
- 1990-4-5م: ثورة مسلحة قام بها فريق من الشباب في مدينة بارين في جنوب البلاد انتهت بهزيمة مؤلمة، وسقط فيها مئات القتلى والجرحى
- 1997-2-5م: مظاهرات للمطالبة بحرية ممارسة الشعائر الدينية مع بداية شهر رمضان في مدينة غولدجا (والتي تسمى باللغة الصينية يننيغ) مما أدى بالسلطات الأمنية والجيش إلى قمع هذه المظاهرة بالقوة مما أدى إلى وقوع عشرات القتلى والمئات من الجرحى.
- 1999-1م: اعتقال تسعة وعشرون ناشط إسلامي بتهمة محاولة القيام بمظاهرة مناهضة لبكين وفي 28-1-1999م تم إعدام 2 منهم.
- 1999-2-12م: إصابة 5 من الأويغور واعتقال 150 شخص في عاصمة الإقليم أورومتشي على خلفية إطلاق شعارات تطالب بالاستقلال.
- 2004-7-21م: إعدام رجلين لأسباب مجهولة وخلال طول ذلك الصيف تم اعتقال العشرات خصوصًا في منطقة خوتان بسبب ممارسة شعائر من الدين الإسلامي.
- 2008-8-4م: عملية تفجيرية في كاشغر بالقرب من مركز للشرطة يودي بحياة 16 شخص.
- 2008-8-9م: عملية تفجيرية في كوجار بالقرب من مركز للشرطة يودي بحياة 19 شخص.
- 2009-4-2م: عملية انتحارية ضد سيارة في أورومجي تودي بحياة منفذها وإصابة اثنين كانو في السيارة.
- 2009-7-9م: مظاهرات تعم الإقليم مما يودي بحياة أكثر من 190 شخص بعد اجتياح الجيش الصيني العنيف للإقليم والإعلان عن اختفاء 10000 شخص من الأويغور لم يعرف مصيرهم حتى الآن.

## اضطهاد السكان المسلمين في منطقة سنجان
تمارس الحكومة الصينية عمليات تضييق على الحريات وقمع يرقى إلى الاضطهاد ضد السكان المسلمين وحرياتهم الدينية والشخصية في إقليم سنجان. حيث قامت السلطات بمنع العديد من الرموز والشعائر الإسلامية بحجة محاربة «الإرهاب» و«التطرف» مثل منع ارتداء المسلمات للزي الإسلامي مثل النقاب والحجاب ومنع الرجال من إطلاق اللحية. ويصل حد الاضطهاد إلى منع المسلمين من موظفي القطاع العام والطلاب والقاصرين وموظفي الحكومة من صوم شهر رمضان أو الذهاب للمسجد ومنعت المطاعم من اغلاق أبوابها أثناء فترة الصيام بمنشور رسمي من الحزب الشيوعي الحاكم. كما قامت الحكومة الصينية بمنع المسلمين من تسمية أبنائهم بأسماء إسلامية مثل «محمد» و «إسلام» و «عرفات» و «حج».

## وصلات خارجية
- الموقع الرسمي
- المسلمون في الصين...آلام منسية
- أطلس عام لمقاطعة سنجان